# Tommy Hansen (football)
Pour les articles homonymes, voir Thomas Hansen (homonymie) et Hansen.
Tommy Hansen  est un footballeur danois, né le 2 février 1950 à Vejle (Danemark). 

## Biographie
Attaquant du  Vejle BK, il devient international le 23 septembre 1973. Il part jouer en Belgique, au K Beerschot VAV en janvier 1974. Il revient à Vejle en 1978.

## Palmarès
- Champion du Danemark  en 1984 avec Vejle BK
- Vainqueur de la Coupe du Danemark en 1981 avec Vejle BK